# Хрваце
Хрваце (хорв. Hrvace) — населений пункт і громада в Сплітсько-Далматинській жупанії Хорватії.

## Населення
Населення громади за даними перепису 2011 року становило 3617 осіб. Населення самого поселення становило 1566 осіб.
Динаміка чисельності населення громади:
Динаміка чисельності населення центру громади:

## Населені пункти
Крім поселення Хрваце, до громади також входять: 
- Дабар
- Доній Бителич
- Горній Бителич
- Лактаць
- Мальково
- Потравлє
- Румин
- Сатрич
- Вучиполє
- Засіок

## Клімат
Середня річна температура становить 12,53 °C, середня максимальна – 27,34 °C, а середня мінімальна – -2,46 °C. Середня річна кількість опадів – 929 мм.
| Клімат поселення                              | Клімат поселення | Клімат поселення | Клімат поселення | Клімат поселення | Клімат поселення | Клімат поселення | Клімат поселення | Клімат поселення | Клімат поселення | Клімат поселення | Клімат поселення | Клімат поселення | Клімат поселення |
| Показник                                      | Січ.             | Лют.             | Бер.             | Квіт.            | Трав.            | Черв.            | Лип.             | Серп.            | Вер.             | Жовт.            | Лист.            | Груд.            |                  |
| Середній максимум, °C                         | 9,06             | 9,98             | 13,26            | 17,08            | 21,68            | 25,51            | 27,34            | 27,18            | 22,53            | 17,72            | 12,44            | 9,48             |                  |
| Середня температура, °C                       | 3,30             | 4,21             | 7,48             | 11,31            | 15,91            | 19,74            | 22,63            | 22,47            | 17,81            | 13,00            | 7,72             | 4,78             |                  |
| Середній мінімум, °C                          | −2,46            | −1,56            | 1,72             | 5,54             | 10,15            | 13,97            | 17,91            | 17,76            | 13,08            | 8,28             | 3,01             | 0,05             |                  |
| Норма опадів, мм                              | 75               | 66               | 73               | 80               | 68               | 66               | 46               | 58               | 82               | 101              | 116              | 98               |                  |
| Середньомісячна швидкість вітру, м/с          | 1.96             | 2.26             | 2.47             | 2.38             | 2.15             | 1.90             | 1.91             | 1.76             | 1.88             | 1.90             | 2.24             | 2.24             |                  |
| Середньомісячна сонячна радіація, кДж/м²·день | 5373             | 8135             | 11738            | 16132            | 19876            | 22483            | 24192            | 21272            | 15823            | 10251            | 5841             | 4562             |                  |
| --------------------------------------------- | ---------------- | ---------------- | ---------------- | ---------------- | ---------------- | ---------------- | ---------------- | ---------------- | ---------------- | ---------------- | ---------------- | ---------------- | ---------------- |
| Джерело:                                      |                  |                  |                  |                  |                  |                  |                  |                  |                  |                  |                  |                  |                  |